# Маска призрака
Маска призрака (англ. The Clown at Midnight) — канадский фильм ужасов 1998 года режиссёра Жана Пеллерина.

## Сюжет
После очередного выступления от рук убийцы погибает оперная певица Лоррейн Седжвик. В убийстве подозревается муж певицы Лоренцо Орсини, так как он последним вышел из её комнаты. Вскоре театр закрыли. Спустя много лет театр решают возродить и организовывают там драматический кружок, состоящий из студентов. Возглавляет кружок мисс Эллен Гибби, а одной из студенток является Кейт Уильямс — дочь убитой певицы. Кейт сразу не понравилось это сооружение и вскоре её начали преследовать зловещие видения и кошмары, в которых она видит смерть своей матери. В то же время комната, в которой было совершено убийство, постоянно притягивает Кейт к себе. Вскоре выясняется, что театр закрылся почти сразу же после смерти Лоррейн Седжвик и с тех пор он пустовал, а место преступления осталось фактически нетронутым — никто даже не сподобился смыть оставшуюся после убийства кровь, которая ныне превратилась в высохшее пятно. Присмотром за театром занимается мистер Карутерс, который знал и мать и отца Кейт.
После того, как в помещении театра собрались все студенты и начали репетировать готовящуюся пьесу, Карутерс немного попугал молодёжь россказнями о прошлых событиях, а затем покинул здание. Немногим позже студенты выясняют, что имеющиеся телефоны не работают, а все двери оказались запертыми. Наконец в помещениях театра объявляется убийца, который носит те же самые одежды, что и Лоренцо Орсини много лет назад.

## В ролях
- Кристофер Пламмер — мистер Карутерс
- Марго Киддер — мисс Эллен Гибби
- Сара Лассез — Кейт Уильямс
- Джеймс Дювал — Джордж Рис
- Татьяна Али — Моника
- Мелисса Галианос — Шерил Веббер
- Дж. Пи Гримард — Марти Тиммерман
- Райан Биттл — Тейлор Маршалл
- Лиз Кроуфорд — Эшли
- Викки Марентет — Лоррейн Седжевик
- Джонатан Барретт — Лоренцо Орсини
- Джон Блютнер — Арнольд Уильямс
- Паулин Бродерик — Джулиа Уильямс

## Художественные особенности
Ввиду того, что действие картины происходит в здании театра, а убийца носит сценический костюм, фильм приобретает некоторое сходство с эстетикой Призрака оперы.